# Pierre-François Camus
Pierre-François Camus, Pseudonym Merville (* 1781 in Pontoise; † 1853 in Belleville bei Paris) praktizierte zunächst als Arzt und wirkte anschließend als Schauspieler und Dramatiker.

## Leben
Pierre-François Camus war ein Sohn algerischer Einwanderer und nahm als Künstlernamen den Mädchennamen seiner Mutter, Villemer, an, änderte ihn aber später in dessen Anagramm Merville. Unter diesem Pseudonym, das er als Theaterschriftsteller verwendete, schuf er rund fünfunddreißig Stücke, die er mit großem Erfolg auf den großen Bühnen von Paris herausbrachte, der Opéra-Comique, dem Théâtre Favart, dem Théâtre de la Porte Saint-Martin und dem Théâtre l’Odéon.

## Werke (Auswahl)
- Lequel des deux ? ou la Lettre équivoque, Comédie in 1 Akt, en prose, Paris, Théâtre l’Odéon, 6. September 1814
- Jean-Bart à Versailles, fait historique in 1 Akt, mêlé de couplets (mit Maréchalle), Paris, Théâtre de la Gaîté, 1. März 1817
- Les Deux Anglais, Comédie in 3 Akten et en prose, Paris, Théâtre l’Odéon, 3. Juli 1817
- L’Homme poli, ou la Fausse bienveillance, Comédie in 5 Akten et en vers, Paris, Second Théâtre-Français, 8. April 1820
- Les Comptes de tutelle, Comédie-vaudeville in 1 Akt (mit Bayard), Paris, Théâtre de Madame, 15. Juni 1826
- La Première Affaire, Comédie in 3 Akten, en prose, Paris, Théâtre l’Odéon, 28. August 1827
- L’Écrivain public, Drame in 3 Akten, en prose (mit Gustave Drouineau), Paris, Théâtre de la Porte Saint-Martin, 10. Mai 1828
- Le Contrariant, Comédie en prose, in 1 Akt, Paris, Théâtre l’Odéon, 28. Dezember 1828
- La Maîtresse, Comédie-vaudeville in 2 Akten (mit Hte Leroux et Alexis), Paris, Théâtre de Madame, 6. Mai 1829
- Le Félon, Drame historique in 3 Akten (mit *** [Mlle Maucs], Musik von M. Amédée), Paris, 2. Februar 1830
- Le Jeune Prince, ou la Constitution de ***, Comédie in 3 Akten, en prose, Paris, Théâtre l’Odéon, 7. Juli 1831
- Favras, épisode de 1789, in 3 Akten (mit Thomas Sauvage), Lyon, Théâtre de la Gaîté, 19. Mai 1831
- À 21 ans, ou l’Agonie de Schönbrünn, Drame in 1 Akt (mit Francis [Cornu]), Paris, Théâtre de l’Ambigu-Comique, 19. August 1832
- Tom-Rick, ou le Babouin, Pièce in 3 Akten imitée de l’anglais (mit Francis [Cornu] und Alexandre [Armand d’Artois]), Paris, Théâtre de la Porte Saint-Martin, 16. Oktober 1832
- Le Savetier de Toulouse, Drame in 4 Akten (mit Francis [Cornu], Musik von M. Adrien), Paris, Théâtre de l’Ambigu-Comique, 20. Oktober 1832
- Le Septuagénaire, ou les Deux Naissances, Drame in 4 Akten (mit Gustave Albitte, Musik von Alexandre Piccini), Paris, Théâtre de la Gaîté, 12. August 1834
- La Grande Duchesse, Drame lyrique in 3 Akten (mit Mélesville, Musik von Michele Carafa), Paris, Opéra-Comique, 16. November 1835

| Personendaten    | Personendaten                     |
| ---------------- | --------------------------------- |
| NAME             | Camus, Pierre-François            |
| ALTERNATIVNAMEN  | Merville (Pseudonym)              |
| KURZBESCHREIBUNG | französischer Dramatiker und Arzt |
| GEBURTSDATUM     | 1781                              |
| GEBURTSORT       | Pontoise                          |
| STERBEDATUM      | 1853                              |
| STERBEORT        | Belleville (Seine)                |